# Почетен ариец
Почетен ариец (на немски: Ehrenarier) е почетно звание в Нацистка Германия.
Със званието са удостоявани хора, които по принцип не са причислявани към „арийската раса“. То е давано по дипломатически или политически съображения, както и на хора, смятани за полезни за икономиката на страната.